# Markéta Sedláčková
Markéta Sedláčková (* 13. ledna 1973 Poděbrady) je česká herečka. Hraje zejména v muzikálech, ale také v činohrách. Vystudovala hudebně–dramatický obor Pražské konzervatoře, roku 1993 ho zakončila absolutoriem v roli Jánošíkovy matky v představení Malované na skle. Téhož roku se stala členkou souboru Městského divadla Brno.
V současnosti působí převážně v Brně, hostuje však také v Praze. Za ztvárnění Lízy Ďulínkové v muzikálu My Fair Lady (ze Zelňáku) jí byla roku 1999 udělena Cena Thálie. Na stejnou cenu byla nominována i v roce 2020 za hlavní roli v muzikálu Mamma Mia. Pravidelně se umísťuje na předních příčkách divácké ankety Křídla (anketa diváků a návštěvníků MdB). Za sezónu 2002/2003 se stala její vítězkou.
Je vdaná za slovenského divadelního herce a režiséra Stano Slováka. Spolu mají syna Tadeáše.

## Role v Městském divadle Brno
- Božka (Světáci)
- Dona Sheridanová (Mamma Mia)
- Edith Piaf (Vrabčák a Anděl)
- Jelizaveta Grushinskaya (Grand Hotel)
- Královna Alžběta (Zamilovaný Shakespeare)
- Lockitová, Peachumová (Žebrácká opera)
- Oda Mae Brownová (Duch)
- Paní Schubertová (Splašené nůžky)
- Hannah Chaplinová (Chaplin)
- Dolly (Anna Karenina)
- Winifred Banksová – Mary Poppins (muzikál)
- Amy – Charleyova teta
- Maria – West Side Story
- Líza Ďulínková – My Fair Lady (Ze Zelňáku)
- Eponine, Fantine – Bídníci (muzikál)
- Vypravěčka – Josef a jeho úžasný pestrobarevný plášť
- Jane – Čarodějky z Eastwicku
- Audrey – Kvítek z horrroru
- Olga – Tři sestry
- Máma Mortonová – Chicago
- Paní Johnstonová – Pokrevní bratři
- Pam Lukowská – Donaha!
- Sally Bowles (Cabaret)
- Jarmila (Máj)
- Jeanie (Hair)
- Múza, Magdaléna (Nahá múza)
- Marie (Očistec)
- Joanna Markhamová (Dvojitá rezervace)
- Marie (Evangelium o Marii)
- Čarodějka – Big Fish (Velká ryba)